# Bredstjärtad skogssångare
Bredstjärtad skogssångare (Basileuterus lachrymosus) är en fågel i familjen skogssångare inom ordningen tättingar. Den häckar i Centralamerika från Mexiko till Nicaragua. Tillfälligt har den påträffats i södra USA. Arten är känd för att följa vandrarmyror och fånga djur som dessa skrämmer upp. Den tros minska i antal, men beståndet anses ändå vara livskraftigt.

## Utseende och läten
Bredstjärtad skogssångare är en 15 cm fågel med distinkt utseende. Ovansidan är huvudsakligen gråaktig, med vita spetsar på den relativt breda men kilformade stjärten. På huvudet syns svart längst fram, en vit fläck på tygeln, vita halvmånar under och över ögat och ett smalt gult hjässband. Undersidan är gyllengul, på undre stjärttäckarna vit. Ögat är mörkt, näbben svarta och benen skäraktiga.

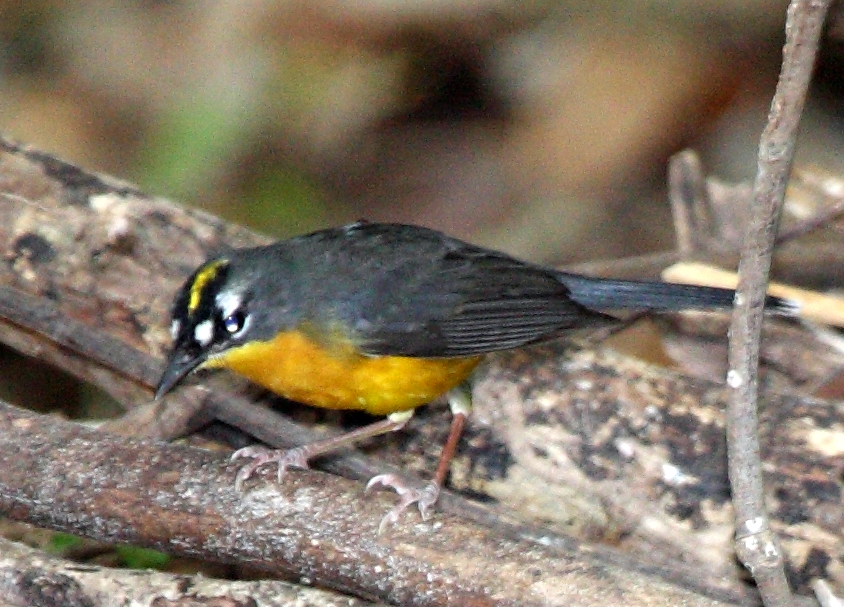

Sången består av en serie klara, nedåtböjda visslingar som stiger brant mot slutet, i engelsk litteratur återgiven som "wee wee wee wee wee wee-cher". Även en mer varierad variant kan höras med mer jämn tonhöjd och långsammare avslutning. Vanligåste lätet är ett tunt och ljust "tseeng" eller "schree", men även kortare "si".

## Utbredning och systematik
Fågeln förekommer från tropiska västra Mexiko (sydöstra Sonora) till nordcentrala Nicaragua. Den behandlas antingen som monotypisk eller delas in i tre underarter med följande utbredning:
- Basileuterus lachrymosus tephrus – västra Mexiko
- Basileuterus lachrymosus tephrus – sydvästra Mexiko
- Basileuterus lachrymosus tephrus – södra Mexiko till Nicaragua

Den har tillfälligt påträffats i USA, i både sydöstra Arizona och Texas.

### Släktestillhörighet
Arten placerades tidigare som ensam art i Euthlypis, men inkluderas numera i Basileuterus efter genetiska studier.

## Levnadssätt
Bredstjärtad skogssångare hittas i lägre bergsskogar upp till 1800 meters höjd, alltid i områden med rik och bevarad undervegetation. Den har en förkärlek för svårtillgängliga och klippiga områden som raviner och skogklädda lavaflöden.

### Föda
Fågeln lever av insekter och andra ryggradslösa djur som den huvudsakligen plockar på marken eller lågt i undervegetationen. Den följer regelbundet vandrarmyror (Ecitoninae) för att fånga djur som myrorna skrämmer upp. Den har också av samma anledning setts födosöka intill niobandad bälta (Dasypus novemcinctus).

### Häckning
Bredstjärtad skogssångare bygger ett skålformat bo av torra löv, gräs och tallbarr som placeras gömt på marken, ofta under torra löv.

## Status och hot
Arten har ett stort utbredningsområde och en stor population, men tros minska i antal, dock inte tillräckligt kraftigt för att den ska betraktas som hotad. Internationella naturvårdsunionen IUCN listar därför arten som livskraftig (LC). Beståndet uppskattas till i storleksordningen 50 000 till en halv miljon vuxna individer.

## Namn
Bredstjärtade skogssångarens vetenskapliga artnamn lachrymosus betyder "tårfylld" efter latinets lacrima, "tår"), syftande på den vita fläcken i ansiktet.